# Municipio de Jackson (condado de White, Arkansas)
El municipio de Jackson (en inglés: Jackson Township) es un municipio ubicado en el condado de White en el estado estadounidense de Arkansas. En el año 2010 tenía una población de 419 habitantes y una densidad poblacional de 5,46 personas por km².

## Geografía
El municipio de Jackson se encuentra ubicado en las coordenadas 35°29′25″N 91°45′00″O / 35.49028, -91.75000. Según la Oficina del Censo de los Estados Unidos, el municipio tiene una superficie total de 76.72 km², de la cual 76,72 km² corresponden a tierra firme y (0 %) 0 km² es agua.

## Demografía
Según el censo de 2010, había 419 personas residiendo en el municipio de Jackson. La densidad de población era de 5,46 hab./km². De los 419 habitantes, el municipio de Jackson estaba compuesto por el 98,09 % blancos, el 0,24 % eran amerindios, el 0,72 % eran de otras razas y el 0,95 % eran de una mezcla de razas. Del total de la población el 1,91 % eran hispanos o latinos de cualquier raza.